# 1780 en journalisme
Cet article présente les faits marquants de l’année 1780 en journalisme.

## Évènements
- 12 janvier : Création du journal Neue Zürcher Zeitung.